# Karen Carney
Karen Carney (Solihull, 1 de agosto de 1987) é uma futebolista inglesa que atua como atacante. Atualmente, joga pelo Chicago Red Stars.

## Carreira
Carney integrou o elenco da Seleção Britânica de Futebol Feminino, nas Olimpíadas de 2012.